# Martha Alter
Martha Alter (1904 - 1976) fou una compositora nord-americana.
L'interès de les seves obres rau en l'originalitat dels seus temes i en l'aplicació renovada instrumental. Els seus millors treballs en aquest sentit potser siguin l'opereta en tres actes Groceries and Notions, escrita en col·laboració amb Gertrude Brown; Anthony Comstock or A Puritain's Progress, ballet per a quatre solistes i orquestra; Music for a Christmas Pageant, per a orgue Hammond, veu amb micròfon i dansa; Music of the Stratosphere, a Dimensional Fantasy, per a dansa; Blackout, per a baríton, dos trompetes, bateria de jazz, piano; sextet per a instruments de vent; dos trios, Suite of Dances, per a violí, piano i bateria de jazz; Suite of Songs and Dances, per a dos pianos; una sonata per a clau i altres composicions.